# Kölnische Höfe

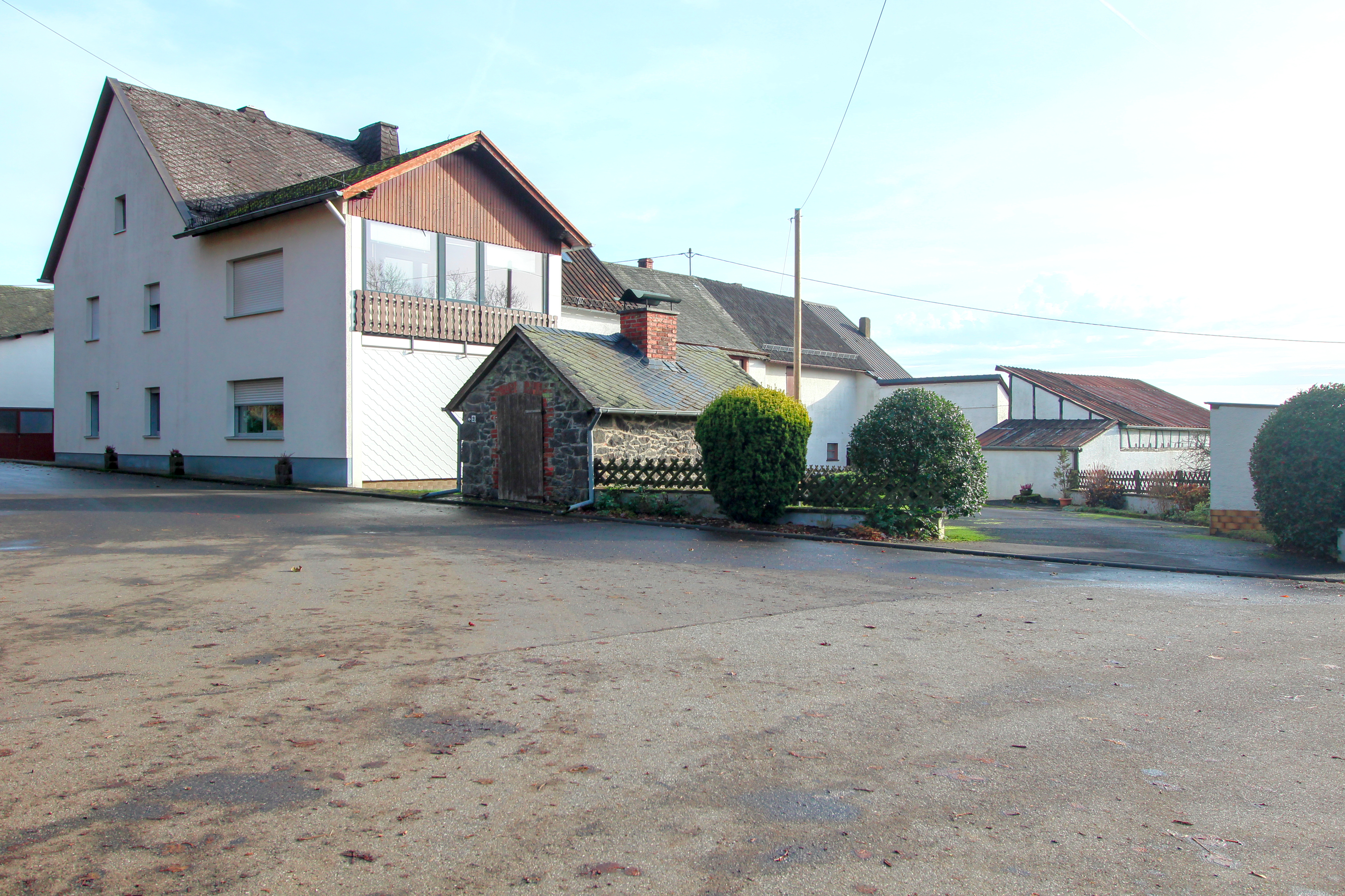
Kölnische Höfe, Ansicht aus 2024

Kölnische Höfe ist ein Weiler in der zur Ortsgemeinde Kaperich im Landkreis Vulkaneifel in Rheinland-Pfalz. Auf den Kölnischen Höfen leben etwa 20 Einwohner.

## Geschichte
Die Kölnischen Höfe, in der Literatur manchmal auch „Pochtener Höfe“ genannt, wurde um 1500 errichtet. Im Jahr 1741 werden im Kirchenbuch von Uersfeld hier zwei Höfe verzeichnet. Der Name „Kölnische Höfe“ geht auf das frühere kurkölnische Eigentum zurück, der Name „Pochtener Höfe“ leitet sich von der Lage im Pochtener Wald ab, der 1052 als „Puthena“ erstmals urkundlich erwähnt wurde. 1741 gab es 16 Einwohner, 1895 waren es 28 auf fünf Höfen.
Das am einzigen Ortseingang stehende Gemeindebackhaus, auch „Backes“ genannt, steht unter Denkmalschutz. Der Bruchsteinbau wurde im Jahre 1923 errichtet. Die ebenfalls am Ortseingang stehende Kapelle stammt aus den fünfziger Jahren des letzten Jahrhunderts.
Von 1985 bis 2011 wurde auf den Kölnischen Höfen alle zwei Jahre im September das Backesfest gefeiert. An dem Fest nahmen bis zu 2000 Besucher teil.

## Bilder

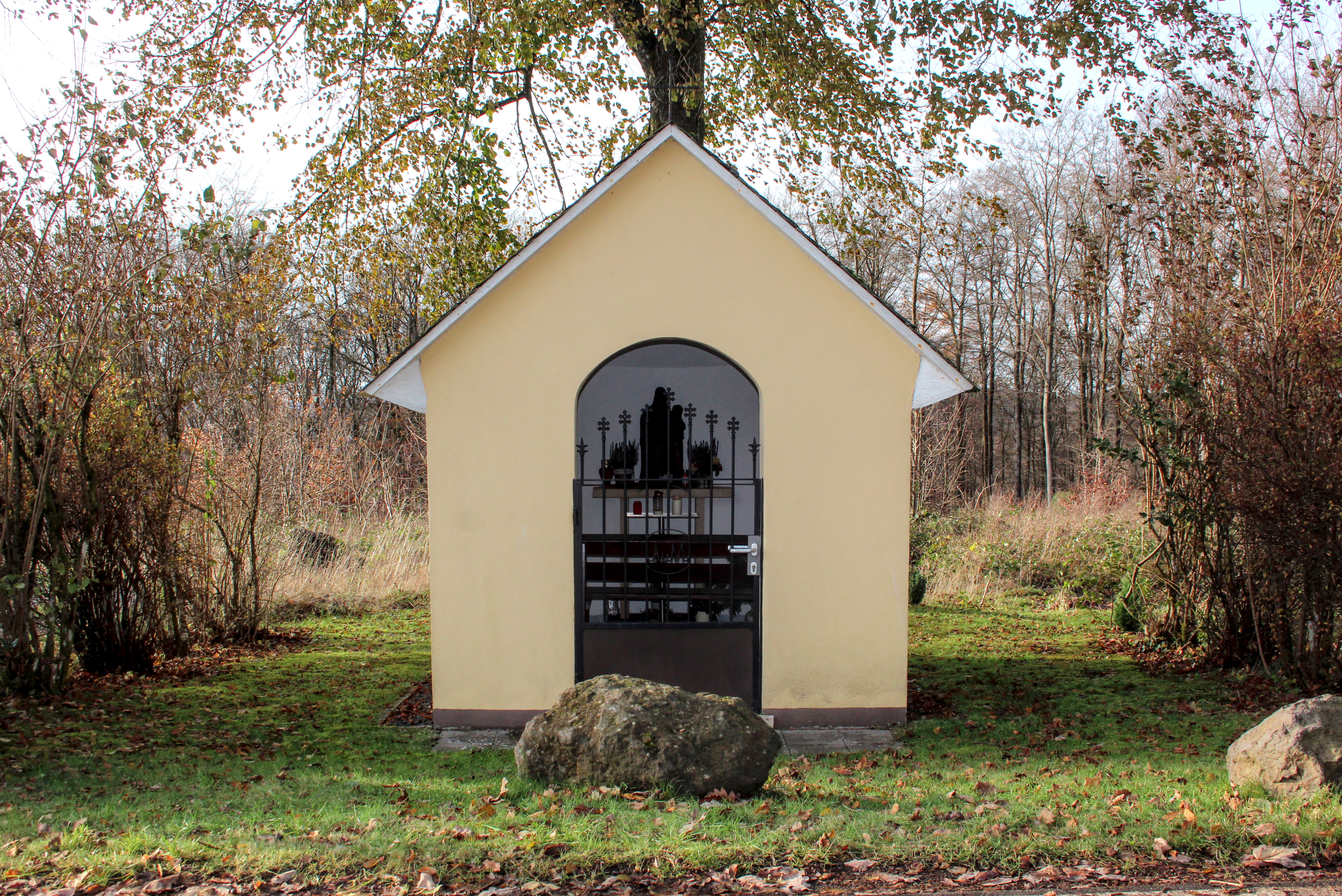
Die Kapelle in Kölnische Höfe
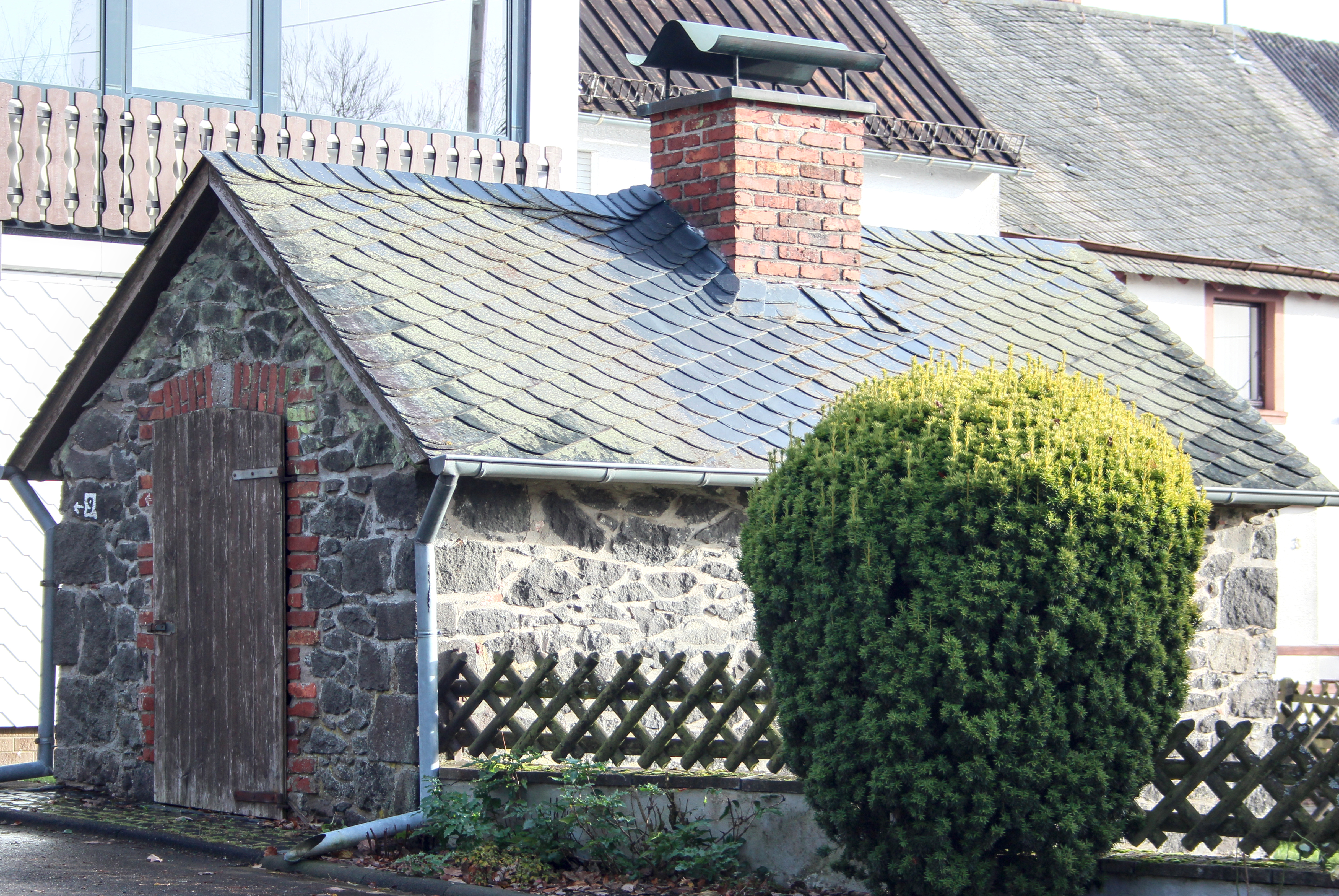
Das Backhaus in Kölnische Höfe